# تودا ناگاشیگه
تودا ناگاشیگه (به ژاپنی: 富田長繁) یک سامورایی در دوره سنگوکو بود. قبلاً ملازم خاندان آساکورا بود و پس از نابودی این خاندان به خدمت اودا نوبوناگا درآمده بود.
سال ۱۵۷۳ میلادی اودا نوبوناگا، آساکورا یوشیکاگه و آزای ناگاماسا را یکی پس از دیگری نابود کرد و قلمروی خاندان آساکورا، ولایت اچیزن را به قلمروی خود زمینه کرده و مقام شوگودای (معاون فرمانداری) این ولایت را به ملازم این خاندان مائه‌با یوشی‌تسوگو سپرد. اما رفتار یوشی‌تسوگو با اهالی خشونت‌آمیز بود. تودا ناگاشیگه نسبت به مائه‌با یوشی‌تسوگو احساس رقابت و حسادت داشت و با توسل به نیروی شورشیان وی را به قتل رساند. سال پس از آن در سال ۱۵۷۵ شورشیان بودایی این بار تودا ناگاشیگه را کشتند. پس از آن شورشیان بودایی ولایت اچیزن را در دست خود گرفتند.
پس از شنیدن خبر تسلط شورشیان بودایی اچیزن ایکو-ایکی بر ولایت اچیزن، کننیو رهبر فرقه هونگانجی، شیچیری یوریچیکا را به ولایت اچیزن اعزام کرد و شیموتسوما رایشو را به عنوان شوگو «فرماندار» ولایت اچیزن گماشت.